# Dov Berush Meisels
Pour les articles homonymes, voir Meisel.
Dov Berush ben Isaac Meisels ou Dov Berush Meisels ou Dov Ber Meisels ou Maharadam ou Mahardam (1798, Szczekociny, Silésie, Pologne-17 mars 1870, Varsovie, Pologne) banquier puis rabbin à Cracovie, homme politique, puis avant-dernier rabbin de Varsovie (le dernier sera son successeur le rabbin Yaacov Gesundheit. Il est décrit comme un des Juifs les plus respectés de l'histoire de la Pologne.

## Biographie
Dov Berush ben Isaac Meisels est né en 1798 à Szczekociny, Silésie, Pologne,,.
Il est le fils de Yitzchak Meisels, "Khosen Yeshuot" et de Malia Meisels. Il est l'époux de Feitsche (Freydl) Bornstein. Ils ont six enfants, dont le rabbin Israel Meisels, Av Beth Din de  Siedlce (Pologne), Leibel Meisels, Salomon Meisels, Itel Meisels et Jakob Wolf Meisels . 
Dov Berush Meisels descend d'une famille de rabbins de Galicie. 

### Ukraine
Il grandit à Kamianets-Podilskyï en Ukraine, où son père est rabbin.

### Cracovie
Il s'installe à Cracovie en 1820. Il y épouse Freydl (Feitsche) Bornstein, la fille de Zalman Bornstein. Avec son beau-père, il crée une banque. L'entreprise subit de grandes pertes, à la suite du soutien par Dov Berush Meisels de l'insurrection polonaise de 1830.
En 1832, il devient le grand-rabbin de Cracovie, poste qu'il conserve pendant près d'un quart de siècle.

### Varsovie
En 1832, pose sa candidature au poste de rabbin de Varsovie. Pour se faire élire, il fait face à une opposition, car il est un Misnaged (opposant du Hassidisme. Après la mort de Ḥayim Dawidsohn, en 1854, Dov Berush Meisels lui succède comme rabbin de Varsovie. Il garde cette position jusqu'à sa mort.
À Cracovie, Doc Beirush Meisels avait encouragé l'instruction séculaire. Il continue de même à Varsovie.

### Insurrection de novembre
Durant l'insurrection polonaise de 1830, Dov Beirush Meisels obtient des fonds pour l'achat d'armes par les rebelles. Il soutient également les chefs de l'insurrection en Galicie en 1946 pour l'inclusion de droits égaux pour les Juifs.

### Membre du Reichstag (Autriche)
Dov Berush Meisels fait partie du premier Reichstag autrichien à Kroměříž (Kremsier) en Moravie , en novembre 1848.
Il exprime sa position dans un fameux slogan: "Je siège avec la gauche car les Juifs n'ont pas de droits".

### Manifestation patriotique du 2 mars 1861

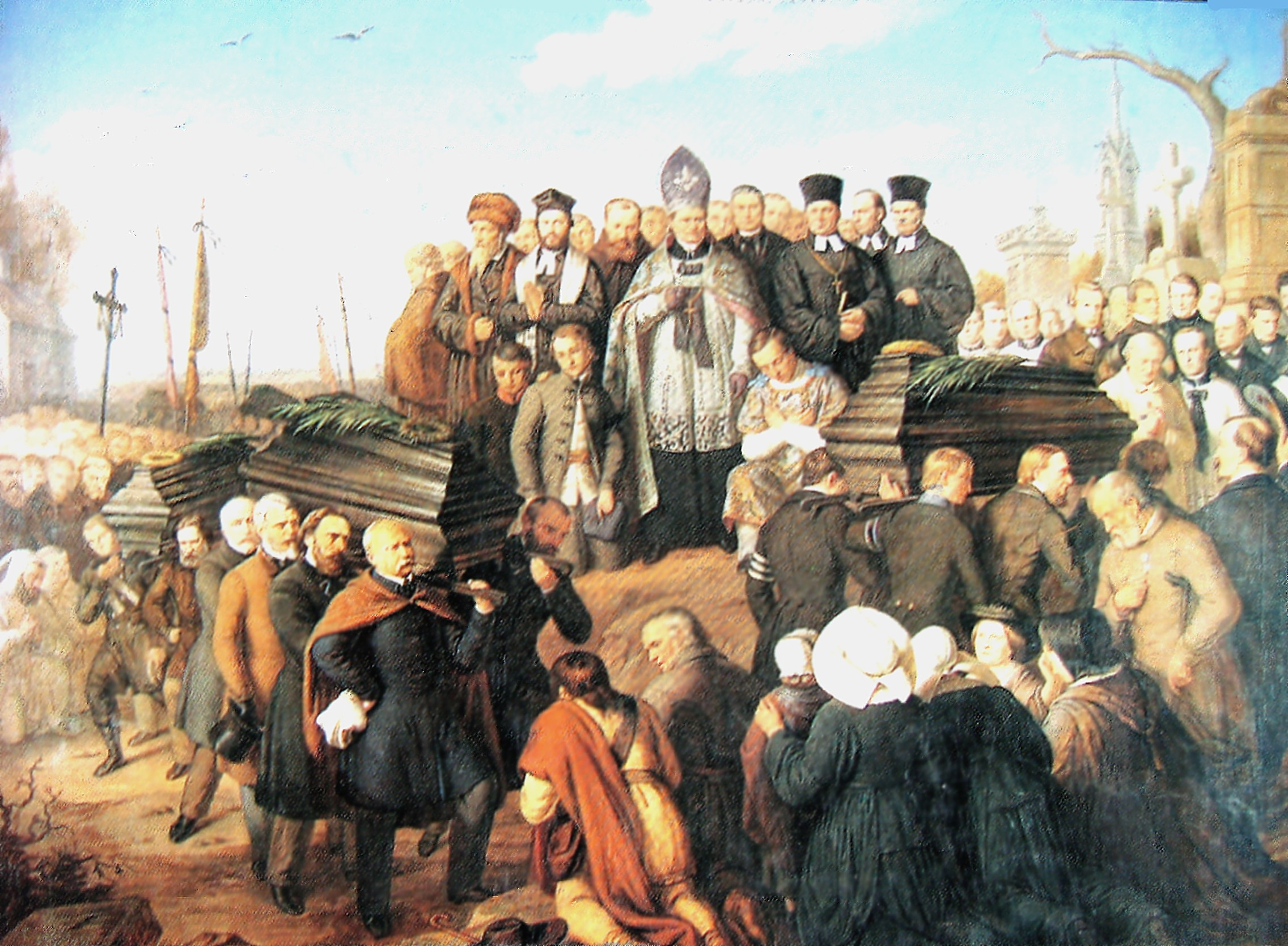
Funérailles de cinq manifestants polonais, Varsovie, 1861, par Aleksander Lesser (1818-1884). Le rabbin Meisels est en haut à gauche parmi les membres du clergé

Comme grand-rabbin de Varsovie, Dov Beirush Meisels continue son action politique. Pour lui, l'égalité des droits pour les Juifs est inséparable de l'émancipation et l'indépendance de la Pologne.
Il participe aux funérailles de cinq manifestants tués par la police durant la manifestation patriotique du 2 mars 1861.
En 1861, Dov Berush Meisels proclame la fraternité entre les Juifs et les polonais.

### Expulsions
Le gouverneur russe signe un mandat d'arrestation, le 28 octobre 1861, pour Dov Berush Meisels et Marcus Jastrow. En février 1862, Dov Merush Meisels est expulsé de Pologne, mais il revient à Varsovie durant l'été. Il est à nouveau expulsé brièvement après l'insurrection de 1863.

### Les dernières années
Dov Berush Meisels passe les dernières années de sa vie à Varsovie, sous la surveillance de la police.

### Funérailles
Dov Berush Meisels meurt le 17 mars 1870 à Varsovie. Ses funérailles sont décrites dans la publication du judaïsme orthodoxe allemand Der Israelit, le 2 mars 1870, par le rabbin Marcus Lehmann:
"En accord avec la stricte observance juive, il n'y a pas eu d'ostentation aux funérailles-néanmoins ce fut un événement impressionnant avec la grande foule présente. Non seulement les Juifs de Varsovie, la plus grande communauté en Europe, furent présent, mais également des Chrétiens de tous horizons. Meisels était tenu en très haute estime, comme rabbin et comme personne mais aussi en tant que personnalité politique [...]. À cause de sa perspective libérale et son patriotisme polonais, les autorités ne lui faisait pas confiance et cette méfiance continua après sa disparition: le censeur avait interdit d'imprimer  une nécrologie dans les journaux locaux excepté une courte notice qu'il était décédé, et bien sûr aucune mention des grandes funérailles.".

## Œuvres
- (he) Ḥidushe Mahardam, commentaire sur le Sefer Hamitzvot leRambam (Maïmonide), publié juste avant sa mort[6].